# Ken Roczen
Ken Roczen, född 29 april 1994 i Mattstedt, är en tysk motocrossförare.
Ken Roczen tävlade i motorcykel redan som femåring. Han vann DJFM Outdoor Championships 2000 och 2001, ADAC MX Junior Cup 2006 och kom tvåa på junior-VM 2006 och 2007. År 2009 åkte Ken Roczen för Teka Suzuki Europa World MX2 i 250 cc-klassen. Men sedan 2011 kör han för Red Bull Teka KTM Factory Racing Team.
Den 14 oktober 2011 blev han den första hedersmedborgare i sin hemstad Mattstedt, Tyskland.
När han vann VM under säsongen 2011 flyttade han till USA och deltog i den amerikanska Supercross Lites East Coast Championship och slutade på en 2:a plats.
Ken är hittills den yngsta motocross världsmästaren. 